# Hipnosis
Hipnosis was een Italiaanse spacesynthband. Ze werden bekend door hun cover van Vangelis Pulstar, dat in 1983 de top 10 in Duitsland bereikte en in  Zwitserland de top 20. Ze werden ook bekend door hun hit Oxygène in 1983, een cover van Jean-Michel Jarre uit 1983. Hun bekendste hit was Droid uit 1987.

## Geschiedenis
De eerste single uit 1983 (Pulstar / End Title (Blade Runner)) werd geproduceerd door Stefano Cundari en Anfrando Maiola. Zij hadden samen een jaar daarvoor de eerste single uitgebracht van de band Koto getiteld Chinese Revenge. Zij hadden intussen ook Hipnosis opgericht aan het begin van de jaren tachtig in Parma. Andere leden waren Paul Sears en Ugo Solenghi. In 1982 kwam Angelo Bergamini. Cundari had het idee om de hit Pulstar van Vangelis te coveren. De opnames werden ondersteund door Anfrando Maiola. De Maxi-single is uitgebracht onder het label Memory Records. Later is het ook nog uitgebracht onder verschillende labels, waaronder ZYX Records, Ariola en CBS Records. In de volgende jaren vertrokken alle originele leden van Cundaris project.
In de jaren negentig waren er verder geen publicaties. In 1991 verscheen hun album Hypnosis op cd. Een jaar later, Humphrey Robertson gebruikt de bandnaam voor een single (Lost In Space (1992)) en een album (Lost In Space), die beide werden gepubliceerd door ZYX. In 2014 is er een (2cd) compilatiealbum uitgebracht met het album Hypnosis van de originele band en het album van Humphrey Robertson.

## Discografie

### Albums
1. Hipnosis (1984)
2. Hipnosis (Heruitgave) (1991)
3. Lost In Space (1992) (Humphrey Robertson)

### Singles
1. Pulstar / End Title (1983) (Duitsland nr. 10, Zwitserland nr. 19)
2. Oxigene (later Oxygene) / Bormaz (1983) (Duitsland nr. 39)
3. Astrodance / Argonauts (1984)
4. Droid / Automatic Piano (1987)
5. Droid / Pulstar (1987)
6. Bang, Bang, Boogie / Jungle City (1988)
7. Pulstar / Oxygene (1988)
8. Lost in Space (1992) (Humphrey Robertson)
9. Moving through the Night (1994) (Humphrey Robertson)
10. Club Classics 04 (Droid, Oxygene, Automatic Piano en Pulstar) (2001)
11. Droid 2009 (2009)
12. Pulstar 2009 (2009)

### Compilatiealbums
1. Best of Hypnosis (dubbel-cd) (2014)
2. Greatest Hits & Remixes (dubbel-cd) (2016)

## Andere spacesynthbands
- Laserdance
- Koto
- Proxyon
- Rygar
- Rofo